# Biloxi Blues (film)
Biloxi Blues – amerykańska tragikomedia z 1988 roku w reżyserii Mike’a Nicholsa, na podstawie autobiograficznej sztuki Neila Simona pod tym samym tytułem.

## Obsada
- Matthew Broderick – Eugene Morris Jerome
- Christopher Walken – sierżant Toomey
- Matt Mulhern – Joseph Wykowski
- Corey Parker – Arnold B. Epstein
- Casey Siemaszko – Don Carney
- Markus Flanagan – Roy Selridge
- Michael Dolan – James J. Hennesey
- Penelope Ann Miller – Daisy
- Park Overall – Rowena
- Alan Pottinger – Peek
- Mark Evan Jacobs – Pinelli
- A. Collin Roddey – szeregowiec Roddey
- Christopher Ginnaven – kapral Ginnaven
- Morris Mead – kapral Mead
- Ben Hynum – szeregowiec Lindstrom
- Andy Wigington – kapral Wigington
- Scott Sudbury – szeregowiec Sudbury

## Fabuła
Czerwiec 1945 roku. Eugene Jerome – młody, obiecujący pisarz otrzymuje powołanie do wojska. Wyrusza do koszar w Biloxi, gdzie poznaje Wykowskiego, Epsteina i Selridge’a. Wszyscy trafiają pod komendę sadystycznego sierżanta Toomeya, który wyciśnie z nich wszystko a nawet więcej. Jerome na własnej skórze pozna wojskowy dryl.